# Alva Back
Alva Back, född 12 maj 2006, är en svensk friidrottare som specialiserar sig inom sjukamp och spjutkastning och tävlar för Turebergs FK. 
Under Europaungdoms-OS 2023 i Maribor i Slovenien deltog hon i sjukamp och slutade på sjuttonde plats. 2024 tog hon silver i Nordiska mästerskapen i mångkamp för Sverige. Under mångkampen i Svenska mästerskapen i friidrott 2024 kastade Back 50.67 i spjut, ett personligt rekord med över tre meter och tillräckligt för att kvalificera henne för Juniorvärldsmästerskapen i friidrott 2024 i Lima i Peru. Bara två veckor senare under mångkamps-SM i Kil kastade hon igen över 50 meter, och vann dessutom guld i mångkamp för juniorer.
Back är även aktiv i stavhopp, trots att det inte ingår i den kvinnliga mångkampen.